# 福田清之助
福田 清之助（ふくだ せいのすけ、生没年不詳）は、明治時代の外交官、実業家。福田殖民商会社長、移民取扱人。

## 人物・経歴
兵庫県出身。三田小学校から神戸中学を経て、東京築地の立教学校（現・立教大学）へ転学。
その後、米国に留学のため渡航し、1884年にワシントン府スペンセリアン商業大学卒業。1894年にコロンビア大学法学部を卒業。
帰国した後、外務省に勤務。1896年11月に、神戸渡航合資会社の移民業務代理人に就き、翌月には神戸丸にてハワイに渡航し、1898年に帰国する。
1899年に内地の代理人となり、1900年1月18日まで務めるが、その間、九州移民株式会社業務代理人も兼務し、こちらも1900年1月19日まで務めた。
英領加奈陀（カナダ）、北米アメリカ合衆国、布哇（ハワイ）、濠州（中国にかつて存在した州）、墨西哥（メキシコ）、南米巴西（ブラジル）、南米秘白（ペルー）への移民を生業とする福田殖民商会を設立し、1900年1月20日に移民取扱人営業許可願を提出。本店は、大阪市東区北久宝寺町2丁目12番地105番屋敷で、支店は兵庫県神戸市花隅町544番屋敷ノ3であった。英領カナダにおける業務代理人には桑原信五郎が採用されている。桑原は、山本移民商会の代理人も兼ねていたが、当時はいくつかの移民会社の業務代理人を兼務することは普通のことであった。これは、海外の場合は代理人をわざわざ派遣することは規模の小さな会社にとって難しかったためであった。
福田殖民商会は、山本移民商会と同じく、米国西北部の日本人移民の中心地であるシアトルにも出張所を設置した。
同1900年11月16日に福田殖民商会は、わずか8ヵ月余りの営業で廃業することとなったが、その間、男45名の移民を送り出した。

## 主な著書
- 『政黨論（政党論）:一編』福田清之助 著 1882年3月[3][4]